# Pulheim
Pulheim település Németországban, azon belül Észak-Rajna-Vesztfália tartományban. Lakosainak száma 56 284 fő (2023. december 31.).

## Népesség
A település népességének változása:
| Lakosok száma | 38 242 | 53 900 | 54 071 | 54 805 | 55 530 | 56 284 |
|               | 1975   | 2017   | 2019   | 2021   | 2022   | 2023   |